# جاك روسي (كاتب)
جاك روسي (بالفرنسية: Jacques Rossi)‏ هو كاتب بولندي وفرنسي، ولد في 10 أكتوبر 1909 في فروتسواف في بولندا، وتوفي في 30 يونيو 2004 في باريس في فرنسا.